# Перл Бак
Перл Бак (англ. Pearl Sydenstricker Buck; 26 червня 1892, Гілзборо, Західна Вірджинія — 6 березня 1973) — американська письменниця, перекладачка, сценаристка, журналістка, правозахисниця, місіонерка. Лауреатка Нобелівської премії з літератури у 1938 і Пулітцерівської премії. Найвідоміші романи — про життя китайських селян (трилогія «Земля благословенна», «Сини», «Поділ дому»). Уведена до Національної зали слави жінок США.